# 蔗茅属
蔗茅属（学名：Erianthus）是禾本科下的一个属，为粗壮、多年生草本植物。该属共有约20种，分布于热带亚洲和大洋洲。